# Bivesiculata
De Bivesiculata zijn een onderorde van parasitaire platwormen (Platyhelminthes). 

## Taxonomie
De volgende taxa zijn bij de onderorde ingedeeld:
- Superfamilie Bivesiculoidea Yamaguti, 1934
  - Familie Bivesiculidae Yamaguti, 1934
    - = Euryperidae Treptodemidae, 1971